# Ламберт, Генрих-Иосиф
Генрих-Иосиф (Анри-Жозеф) граф де Ламберт маркиз де Сен-Брис (1738—1808) — член военного совета Франции, генерал-майор русской армии.

## Биография
Генрих-Иосиф Ламберт родился 11 июля 1738 года, сын генерал-лейтенанта графа Анри де Ламбера, происходил из старинного французского графского рода, известного с XIII века.
К концу 1780-х годов граф де Ламбер был генерал-майором французской армии, комендантом крепости Аррас, инспектором кавалерии, командором ордена св. Людовика и членом Военного совета Франции.
После начала революции во Франции де Ламбер бежал в Россию, в 1792 году поступил в русскую армию с чином генерал-майора, с этого времени его фамилия стала писаться как Ламберт. С 22 ноября 1796 по 1 февраля 1798 года был шефом Елецкого мушкетерского полка.
Скончался 19 января 1808 года.
Ламберт был женат на Марии Аннисон дю Перрон, их сыновья:
- Мориц Осипович Ламберт (?—1792) — полковник русской службы, герой русско-турецкой войны 1787—1792.
- Карл Осипович Ламберт (1773—1843) — генерал от кавалерии русской службы, герой войн против Наполеона
- Яков (Генрих) Осипович Ламберт (1778—1849) — тайный светник, сенатор.